# Katalysatordiebstahl in den Vereinigten Staaten

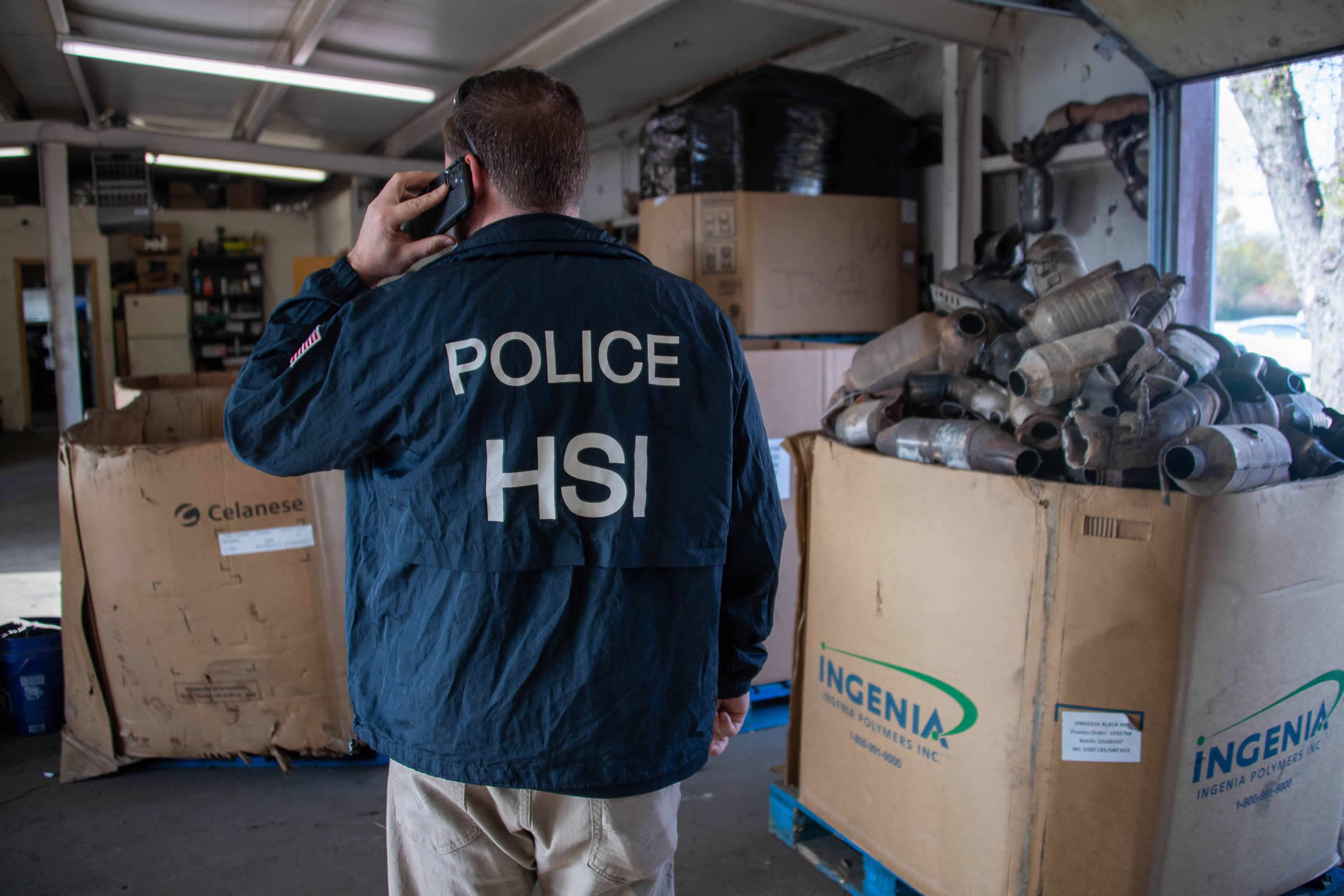
Bei der Operation Heavy Metal beschlagnahmte Katalysatoren

Beim Katalysatordiebstahl in den Vereinigten Staaten 2020 bis 2022 stahl eine organisierte kriminelle Gruppe Fahrzeugkatalysatoren und verkaufte sie anschließend weiter. Die regionalen Diebesbanden schickten die gestohlenen Katalysatoren an DG Auto Parts in Freehold (New Jersey). Das Unternehmen entfernte die edelmetallhaltigen Keramikmonolithen aus der Stahlverkleidung und zermahlte sie. Anschließend wurde der edelmetallhaltige Keramikschrott zur Raffination an Dowa Metals & Mining America verkauft und von dort aus nach Japan verschickt. Diese Verkäufe generierten Einnahmen von über einer halben Milliarde US-Dollar. Im Rahmen der Operation Heavy Metal wurde die kriminelle Gruppe durch die Strafverfolgungsbehörden zerschlagen.

## Hintergrund

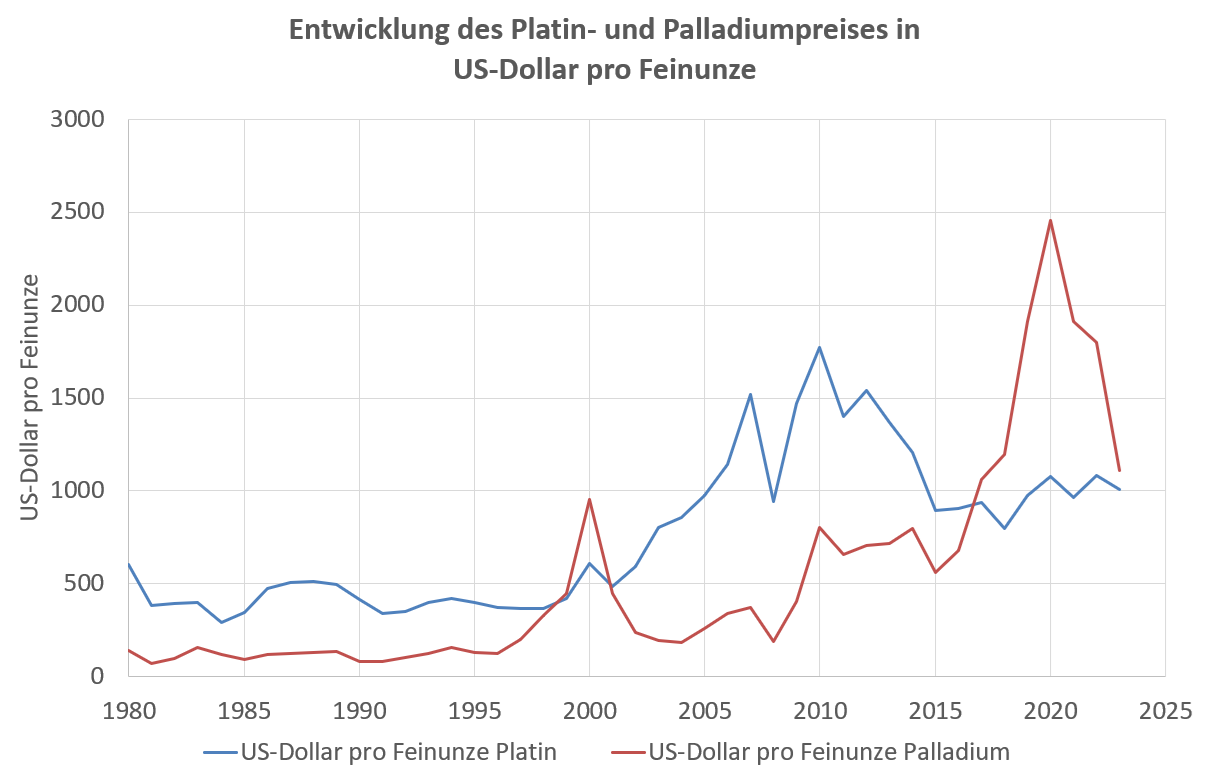
Entwicklung der Platin- und Palladiumpreise seit 1980

Ein Drei-Wege-Katalysator, meist kurz nur Katalysator genannt, ist Teil der Abgasanlage eines Autos, der unter Einsatz der Edelmetalle Platin, Rhodium und Palladium Motorabgase in weniger schädliche Gase umwandelt. Katalysatoren sind seit dem Clean Air Act von 1975 in US-amerikanischen Personenwagen mit Ottomotor vorgeschrieben, sie lassen sich leicht aus den Fahrzeugen entfernen.
Laut einem Bericht des National Insurance Crime Bureau (NICB) hatten allein in Texas die Diebstähle zwischen 2019 und 2021 um 3000 % zugenommen. Im Jahr 2023 zahlten Metallrecycler zwischen 50 und 250 US-Dollar für einen Katalysator und bis zu 800 US-Dollar für einen aus einem Hybridfahrzeug. Die Katalysatoren von Hybridfahrzeugen enthalten oft mehr Edelmetalle. Durch das zusätzliche Edelmetall wird die Umsetzung der Abgase verbessert, da bei Hybridfahrzeugen die Katalysatoren aufgrund der geringeren Betriebsdauer der Motoren nicht so stark erwärmt werden wie bei Fahrzeugen, die nur von einem Ottomotor angetrieben werden.
Für die Opfer des Diebstahls sind die Geräte meist viel wertvoller, da je nach Fahrzeugtyp der Ersatz eines gestohlenen Katalysators zwischen 1000 und 3500 US-Dollar oder mehr kosten kann. Im Jahr 2022 kosteten Katalysatordiebstähle die Opfer über 382 Millionen US-Dollar. Von 2001 bis 2021 stieg der Preis für Platin deutlich von etwa 530 auf etwa 1100 US-Dollar pro Unze. Dies führte zu einem starken Anstieg von Diebstählen, bei denen die Geräte zum Verkauf an Schrotthändler bestimmt waren. Durch den Anstieg der Edelmetallpreise wurde der Katalysatordiebstahl sehr lukrativ. Allein im Jahr 2022 wurden in den USA etwa 153.000 Katalysatoren als gestohlen gemeldet.

## Erste Ermittlungen
Die Ermittlungen, die zur Entdeckung des Diebstahlrings führten, begannen um den Jahreswechsel 2020/2021 nach einer Welle von Katalysatordiebstählen in der Gegend von Tulsa, Oklahoma. Die Polizei begann mit der Verhaftung von sogenannten Cutters – Kleinkriminellen, die für den Diebstahl von Katalysatoren verantwortlich waren. Eine Person, an die die Cutter verkauften, war Steven Low Sr. Im Mai 2021 wurde sein Fahrzeug zu einem Lagerhaus am Oklahoma State Highway in Broken Arrow verfolgt.
Das Lagerhaus gehörte Tyler Curtis. Sein Fahrzeug wurde vom Tulsa Police Department nach einem Hinweis auf einen verdächtigen weißen Pickup mit mehreren Katalysatoren auf der Ladefläche angehalten. Bei der Durchsuchung des Fahrzeugs wurden Schmuggelware, eine geladene Handfeuerwaffe, eine kleine Menge Kokain und Heroin, Bargeld in Höhe von etwa 10.000 US-Dollar und 128 gestohlene Katalysatoren gefunden. Ein Ermittlerteam fand heraus, dass die gestohlenen Katalysatoren zu DG Auto Parts in Freehold (New Jersey), das Navin und Tinu Khanna gehörte, transportiert wurden, wo die Monolithen ausgebaut und nach Japan verschickt wurden.
Die Ermittlungen wurden bis zum dritten Quartal 2022 ausgeweitet und erhielten den Codenamen Operation Heavy Metal. Dabei wurden unabhängige Ermittlungen zu regionalen Diebesbanden in Kalifornien, Colorado, Connecticut, Minnesota, New York und Virginia verknüpft.

## Operation Heavy Metal

Beschlagnahmte Katalysatoren
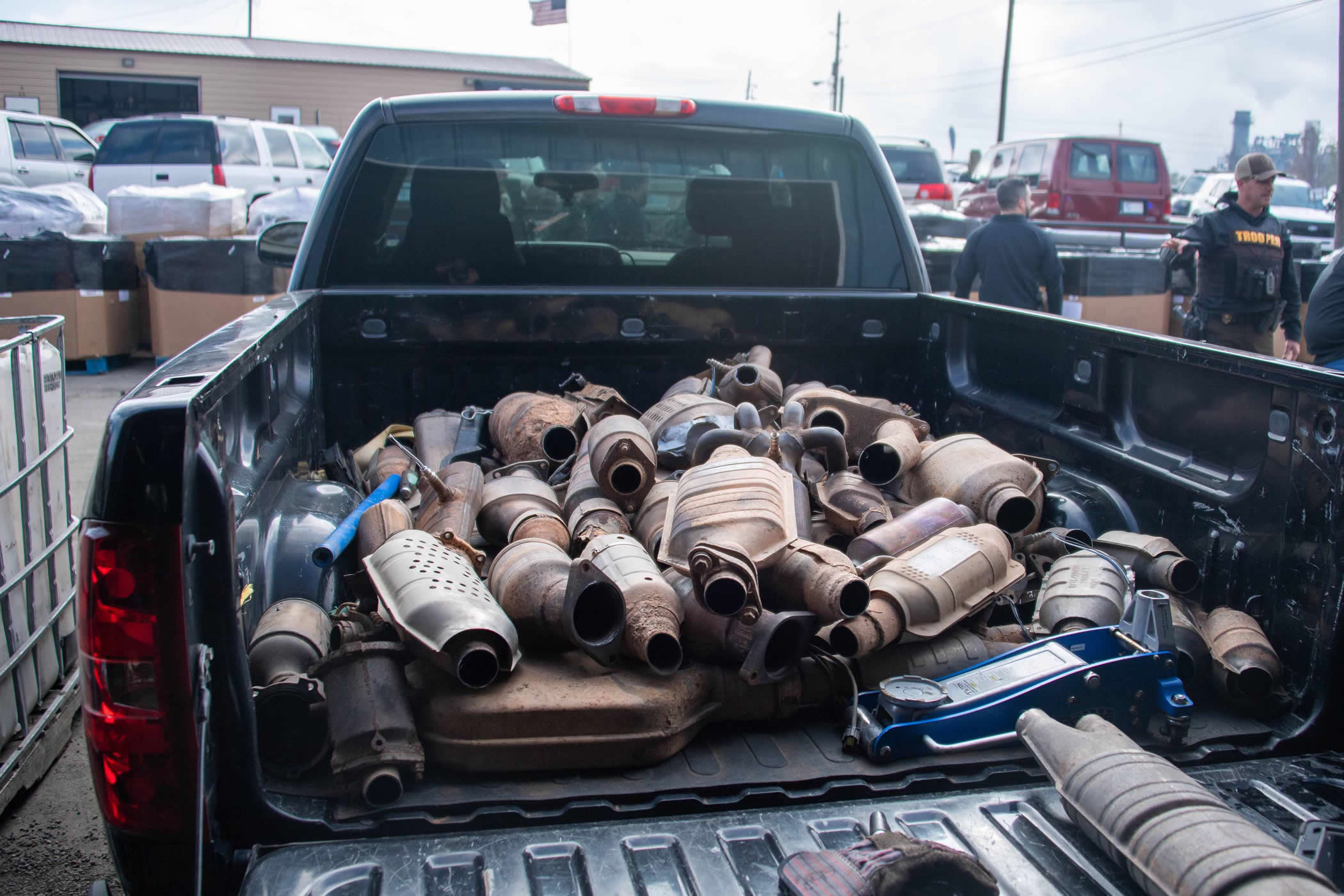
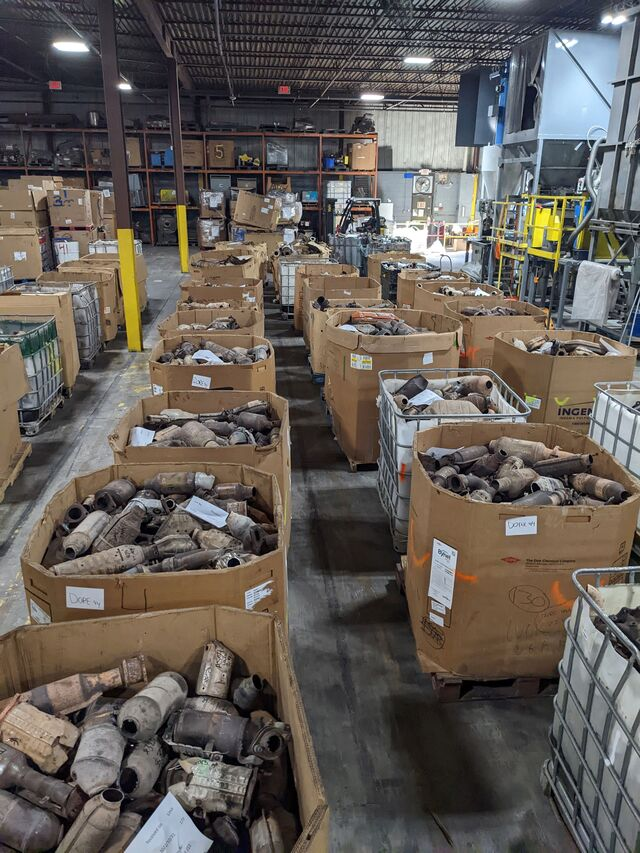

Im dritten Quartal 2022 waren die Ermittlungen gegen den bundesweiten Katalysator-Diebstahlring nahezu abgeschlossen. Die Untersuchung umfasste inzwischen über 70 lokale und bundesstaatliche Behörden. Zufällig stießen die Ermittler der Operation Heavy Metal auf die Ermittlungen gegen die Familie Vang. Daraufhin wurden die beiden Fälle zusammengelegt. Später stellte sich heraus, dass Vang Auto Core Katalysatoren im Wert von über 38 Millionen US-Dollar an DG Auto Parts verkauft hatte.
Am Morgen des 2. November 2022 wurden Curtis und sechs seiner Partner und Mitarbeiter sowie seine Frau verhaftet. Curtis wurde beschuldigt, rund 13 Millionen US-Dollar von DG Auto Parts für die Lieferung von Katalysatoren erhalten zu haben. Gleichzeitig vollstreckte die Polizei in den gesamten USA mehr als 32 Durchsuchungsbeschlüsse und beschlagnahmte unter anderem Häuser, Bankkonten, Bargeld und Luxusfahrzeuge. Insgesamt gab es 21 Verhaftungen in fünf Bundesstaaten. Unter den Verhafteten befanden sich sieben Personen, die mit DG Auto Parts in Verbindung standen, von denen sechs am Verkauf der Metalle an Raffinerien beteiligt waren. Im Laufe der Ermittlungen fand die Polizei heraus, dass Dowa Metals & Mining America 545 Millionen US-Dollar an DG Auto Parts gezahlt hatte.

## Auswirkungen
Nach der Operation Heavy Metal sank die Zahl der Katalysatordiebstähle deutlich und lag im Februar 2024 bei nahezu null. Zudem setzte der Senat des Staates Texas die Bill 224, auch Deputy Darren Almendarez Act genannt, in Kraft. Dieses Gesetz stuft die Verwendung einer Schusswaffe beim Diebstahl eines Katalysators als Schwerverbrechen ein. Es trägt den Namen eines Polizisten, der außerhalb seines Diensts drei Personen auf einem Supermarktparkplatz bei dem Versuch gestellt hatte, den Katalysator seines Privatwagens zu stehlen, und von den Dieben erschossen wurde. Die Staatsanwaltschaft kündigte 2024 an, gegen zwei der drei mutmaßlichen Täter die Todesstrafe zu beantragen.